# Малые Кургузи
Малые Кургузи — деревня в Зеленодольском районе Татарстана. Входит в состав Большекургузинского сельского поселения.

## География
Находится в западной части Татарстана на расстоянии приблизительно 26 км по прямой на северо-восток по прямой от районного центра города Зеленодольск у речки Петьялка.

## История
Известна с 1653 года.
В «Списке населенных мест по сведениям 1859 года», изданном в 1866 году, населённый пункт упомянут как казённая деревня Малые Каргузи 3-го стана Казанского уезда Казанской губернии. Располагалась при безымянном ключе, по правую сторону почтового тракта из Казани в Царёвококшайск, в 29 верстах от уездного и губернского города Казани и в 41 версте от становой квартиры в казённой деревне Верхние Верески. В деревне, в 11 дворах жили 126 человек (61 мужчина и 65 женщин), была мечеть.

## Население
Постоянных жителей было: в 1782 году — 22 (души мужского пола), в 1859 — 126, в 1897 — 174, в 1908 — 196, в 1920 — 137, в 1926 — 159, в 1938 — 156, в 1958 — 100, в 1970 — 73, в 1979 — 67, в 1989 — 50, в 2002 — 48 (татары 98 %), 45 — в 2010.